# Club Olympique de Kélibia
Club Olympique de Kélibia är en volleybollklubb från Kelibia, Tunisien. Klubben grundades 1957 (verksamhet) / 1959 (officiell registrering). Herrlaget har blivit tunisiska mästare två gånger (1977 och 2003) och vunnit tunisiska cupen 8 gånger (1972, 1974-1976, 1978, 1989, 2004, 2011). Damlaget har aldrig blivit tunisiska mästare, men har vunnit tunisiska cupen tre gånger (2003, 2004 och 2006).
Laget spelar sina hemmamatcher i Aissa Ben Nasr Hall.